# 大道芸ワールドカップin静岡
大道芸ワールドカップin静岡（だいどうげいワールドカップインしずおか）は、毎年11月初旬に静岡県静岡市で開催される大道芸を中心にしたイベントである。平成19年度国土交通省手づくり郷土賞（地域活動部門）。

## 概要
1992年に当時の静岡市長であった天野進吾が起草した市民参加型イベント。立ち上げから2017年までのプロデューサーは甲賀雅章。2007年に主催者が静岡市から独立した。
例年、4日間のべ160〜200万人が来場。2015年は、180万人来場。2016年は、過去最高の205万人を突破。現在は、静岡市を代表するアジア最大級の大道芸フェスティバルとなっている。日本国内で活躍する大道芸人はもとより、海外で活躍する様々な分野のストリートパフォーマーを多数招聘し、大道芸の祭典という枠を超え、パフォーミングアートの祭典になっている。近年では国内のみならず海外のパフォーマンスフェスティバル主催者などからの視察が数多く訪れており、静岡に出場したアーティストが他のイベントに招聘されるというケースも増えている。

## 歴史
第1回にはNHKエンタープライズが企画運営に携わっており、司会は関根勤とヒロコグレース、審査員には浅井慎平・池田満寿夫・永六輔・和田勉・山本寛斎・デーブスペクター・藤村俊二・佐藤直子という豪華版だった。

## 開催内容
以下の内容は2019年度までのものが中心であり、中止となった2020・2021年度を経た2022年度以降は大幅に内容が変更されている。
大会は11月初旬に行われる。集客を考慮し、原則として第一土曜日・日曜日及び文化の日が含まれるように日程が組まれる。
大会に参加するパフォーマーは、ニューカマーズ部門、フリンジ部門(自費参加、2016年まではオフ部門と呼称)、オン部門(招聘による参加)、ワールドカップ部門(審査採点対象)の4カテゴリーに分かれており、いずれも実行委員会の事前審査で決定される。ワールドカップ部門は、コンペティションであり、最高得点を得た者が、その年のチャンピオンに選ばれる。以前はワールドカップ部門、ジャパンカップ部門、フリー部門、オフ部門の4カテゴリーに分けられていたが、後にワールドカップ部門とジャパンカップ部門が統合され、フリー部門がオン部門と改称された。またオン部門は後に固定された演技ポイントでパフォーマンスを披露する「カテゴリー1」、特定の場所を設けずに、決まったエリア内で周回しながら演技するロービングアーティストやフェイスペインティングのアーティストを「カテゴリー2」に細分化して現在に至る。また近年は大道芸の枠に留まらないパフォーミングアーツのイベントとしての観点と、厳しい審査を経てエントリーしたパフォーマーへの敬意を込めるという意味から、パフォーマーの呼称を「アーティスト」と称している。
開幕の前日には、出場する「ワールドカップ部門」と「オン部門」のアーティストの「顔見世興行」と呼ぶべき「プレビューショー」が開催される。この「プレビューショー」は、予めチケットが送付された「世界大道芸倶楽部」の会員（後述）及び招待客のみ入場が可能となっており、チケットの一般販売は行われない。会場は第一回は静岡市内の映画館であったが、二回目以降は静岡市民文化会館に場所を移し、現在では「グランシップ」が主な会場として使用されている。
原則的にパフォーマーは事前に用意されたポイントで時間通りにパフォーマンスをする(時間規定は20分と定められている。但し、場内周回型のパフォーマンスを行う「ロービング」のパフォーマンスには時間の規定は無い)。メイン会場となる駿府城公園、七間町・呉服町・紺屋町の商店街、青葉シンボルロード、常磐公園などの静岡市葵区の中心市街地に演技ポイントが設置されているが、近年は駿河区や清水区の商業施設などにも「サテライト会場」が設けられている。各会場では多くのボランティアスタッフによって見物人や通行人の整理が行われている。
2004年からは、駿府城公園内によりゆったりとパフォーマンスを楽しめるように有料のプレミアムステージを設置した。同年は「プレミアムナイトショー」のみであったが、翌年からは日中のステージとなる「プレミアムショーケース」(午前の部、午後の部の二部構成)が開始された。また表彰式が行われる「ファイナルステージ」も有料化され、2009年からはチケットのプレイガイドでの一般先行発売も開始されたが、その名の通りにプレミアム性が一層高まり、チケットの入手が非常に難しいものとなっている。プレミアムステージでは一部の大掛かりな機材を必要とするアーティストを除いて、会期中に市民審査員によるワールドカップ部門の審査が行われる。また「ファイナルステージ」はチケットが手に入れる事が出来なかった来場者のために、プレミアムステージ横に大型のスクリーンが設置され、表彰式までの模様を全ての来場者が楽しめるように配慮されている。2016年9月より、駿府城公園の駿府城跡天守台発掘調査によって、公園内敷地が発掘調査作業に入ったことから、プレミアムステージが静岡市民文化会館大ホールに移った為、駿府城公園内のメイン会場に大型スクリーンを設置して「ファイナルステージ」の映像を公開している(公開されるのはファイナルステージのみで､プレミアムステージでのステージプログラムは公開されない)。
駿府城公園内の演技ポイントには、専属のスタッフが視覚障害者のためにパフォーマンスの内容をFMラジオによる実況中継を実施している他、公園内常設トイレの他にも仮設トイレにも車椅子対応のものを設置する、身体障害者のためのエスコートスタッフの配置や車椅子の一日レンタル、ガイドブックの点訳・音訳版の準備等、バリアフリーに対しても対応を行っている他、駿府城公園内の「キッズガーデン」では授乳所やおむつ交換所が開設される等の様々な配慮がなされる。
一般の演技ポイントでのパフォーマンスの撮影は原則自由。多くの人が集まるため後列では脚立を用いて鑑賞・撮影をするケースが多くなったが、危険なため実行委員会では使用を控えるよう呼び掛けているが、手荷物検査、規制や罰則などはない。また、潜望鏡のようなシステムで後方から鑑賞する紙製の「パフォグラス」を当日パフォーマーズショップで販売している。

### ガイドブック
出演パフォーマーのプロフィールとあわせて、会場情報は毎年10月に出版される公式ガイドブックにまとめられ、静岡県内の主要書店やコンビニ、開催中であれば大道芸ストア、ガイドブック販売所といった会場内でも購入が可能だった。
コロナ禍を経てガイドブックの有料販売はなくなり、無料のガイドブックが静岡市内の各施設や当日会場での配布のみとなった。
2024年現在、2012年～2019年のガイドブックは電子ブックとして有料販売されている。2022年以降のガイドブックは公式サイトから無料で閲覧が可能である。

### 運営主体・市民ボランティア
運営の主体はイベント会社や広告代理店、行政などではなく、大道芸ワールドカップ実行委員会及び会期中の運営を行う運営スタッフで、これらは全てボランティアによって組織され、音響や設営、ロジスティクス等の業務を除いて全ての運営を市民ボランティアの手によって行っている。ボランティアは自発的に応募する者と市役所・協賛企業などから応援派遣される職員より組織される。期間中ワールドチャンピオンの審査や街中を歩き回る市民クラウン、各演技ポイントの運営などは原則一般応募の市民ボランティアである。
市民ボランティアがその他の様々なイベントの運営に参加したり、市民クラウンがホスピタルクラウンを志す、あるいはサーカスや劇団に入団してパフォーミングアーツの道に進む、「いつでも大道芸を楽しめる街づくりを」との主旨でアーティスト有志と共にNPO法人を立ち上げるといった動きも見られる。
この他にも、市内の保育園から中学校までの児童、生徒からクラウンのデザインを募り、最優秀賞作品のデザインをまとったクラウンを実際に会場内に登場させる「クラウンスタイルコンテスト」や、「インターンシップ事業」の一環として静岡デザイン専門学校の生徒が製作したポスターやリーフレットのデザインをコンペティション形式で選ぶといった創作作業を通して、市民参加型のイベントとしてのスタイルを構築している。
大会前には、ボランティアに応募した者と市役所・協賛企業などから応援派遣される職員により市役所とポイント周辺の市街地で清掃作業が行われる。大会期間中、会場で清掃やゴミ分別などを担当するボランティアは背中に「天使の羽」をつけて活動する。
市民ボランティアは毎年5月中旬から募集が始まり、一部年齢制限が存在するスタッフもあるが、静岡市民に限らず広く応募を受け付けている。それぞれのスタッフは早いものでは7月頃から事前講習が行われ、10月中旬に全体説明会が開催される。
市民ボランティアは2010年代半ばには1000人近くが参加していたが2023年には約500人となり、長年ボランティアを続けるメンバーがいる一方で若年層の参加が伸びていない。スタッフも高齢化が進み、運営に携わるメンバーの確保が問題となってきている。
2024年度大会では、今までの運営のあり方を問題としてきたパフォーマーの一部（渡邊翼・ダメじゃん小出）が、当日ボランティア（会場運営スタッフ）として参加した。

### 協賛・パートナー企業
- オフィシャルパートナーであるキリンビバレッジの協力により、静岡市役所など数か所に「大道芸ワールドカップin静岡 応援自動販売機」が設置されている。収益の一部が大会の運営資金として寄付される。
- 2007年から東洋水産が企画協賛している[27]。大会会場にブースを置き、静岡県内で大会マークのついた商品を期間・地域限定で販売している。対象商品は年によって異なる[28]。

### 世界大道芸倶楽部
この大道芸ワールドカップin静岡のファンクラブとして「世界大道芸倶楽部」が存在していた。
会員期間：毎年4月1日～翌年の3月31日までの12か月
年会員は、その年の8月31日までに入金が完了した申込者が対象となっており、9月1日以降は翌年度の会員となった。
年会費：一口2,000円（一人何口でも申し込み可能）
会員特典：プレビューショーの招待券送付（１口２枚）、公式ガイドブック送付、大会情報のメールマガジン配信、会員証発行
種別：プライベート会員（すべての特典を利用可能）、ギフト会員（一部特典が指定された相手に送付できる）
申し込み方法：ガイドブックの入会申込書に必要事項を記載の上「大道芸ワールドカップ実行委員会」に郵送またはFAXで送信の後、指定の銀行口座に年会費を振り込む。
2020年以降は会員募集を停止。2023年は倶楽部を解散させてクラウドファンディングのリターンズで、特別ショーのリハーサル参加などの特別体験を出資者に贈る形に変更した。クラウドファンディングで得られた資金はワールドカップの活動資金やコンテンツ開発に活用される。

### 2020年・2021年以降
2020年大会及び2021年大会は、世界的蔓延を引き起こした新型コロナウイルスの感染拡大、海外から来日するアーティストの渡航問題等を鑑み、開催が延期された。全面的な中止は1992年のスタート以来初。大会が開催される予定だった日程には、同じく中止となった静岡まつり・清水みなと祭り等との共催で、駿府城公園と青葉シンボルロードで「静岡まつり秋の陣・Shizuoka Oneheart Days」が開催された。
3年ぶりの2022年大会は開催規模が大幅に縮小され２日間の会期で32組の日本在住のアーティストが参加、観客はトータルで69万人（主催者発表）となった。有料で販売されていたガイドブックも会場周辺で無料配布された。
2023年大会は11月2日から5日まで、コロナ禍前と同様の4日間開催となった。4年ぶりに海外のパフォーマーが招かれ、30回を記念しての特別企画も行われた。観客は118万人。

## 諸問題

### 出演料廃止
2017年大会においてオン部門出演者には出演料9万円（+投げ銭）が支払われていたが、2018年大会においてオン部門出演アーティスト募集要項で出演料の記載が消え、代わりに食費を支給すると告知。理由や経緯の説明はなく、一部のアーティストが連名で実行委員会に説明を求める陳情書を提出。実行委員会は3月9日に臨時説明会を開いたが事態は収拾せず、3月17日にホームページで謝罪、出演料を復活させた。甲賀雅章プロデューサーは、取材に対して新たな企画への予算配分を予定していたことを語っている。なお、大道芸ワールドカップの企画に立ち上げから携わってきた甲賀は2017年度で辞任しているが、甲賀本人は「プロデューサー退任は数年前から考えていたことであり､今回の騒動とは全く関係はない」としている｡

### 補助金
大道芸ワールドカップの事業費の大半は静岡市の補助金であり、2016年大会では事業費1億7千万円のうち6割が補助金であり、2018年度は市の当初予算で1億4千万円が計上されている。2023年大会は、総事業費1億2000万円、うち市の補助金は7000万円、2000万円が企業の補助金、収入はパンフレットの売り上げや有料観覧席のチケットや屋台出展料などで3000万円。
出場芸人の一部からは実行委員会の予算配分や意思決定過程に問題があると指摘があったが実行委員会から出演者の明確な説明はなく、市のビジョンと出演者の考え方とのずれは解決されていない。

### フェイスペインティング
大道芸ワールドカップの会場を訪れた一般観客が化粧で手軽に変身気分を味わうために、2001年から海外のアーティストを招いてボディペインティングの一種としてのフェイスペインティングブースを設け、人気を得ていた。そこに2017年「顔料を顔面に塗布する講師は美容師の業務に抵触する」との指摘が実行委員会に入った。それ以降、美容師法の例外に基づき使用する化粧品を購入した上でのフェイスペインティングに変更したり、全身ボディアートを施したパフォーマーを見せる形に変更することで、ボディ（フェイス）ペインティングの楽しさを伝えるようにしている。

### 2022年度大会・プロデューサー差別発言
2022年7月、規模を縮小した上で3年ぶりに大会の開催が発表。通常は前年大会終了直後の1年前から開催準備をスタートするが、4か月の短い期間で出場者・ボランティア募集から開催までのスケジュールを決めなければいけなかった。
プロデューサーにはSPAC（静岡県舞台芸術センター）に所属し、静岡を中心に活動する舞台俳優の奥野晃士が就任した。その際に新型コロナウイルス感染予防対策として出場者を日本国内在住のアーティストのみに限定する方針を示していたが、奥野が同年9月のボランティアリーダー講習会向けに作成・配布した資料と講習会の発言の中に外国人差別や外国批判とも取れる表現があったことが10月6日に判明し問題となった。
これを受けて、大道芸ワールドカップ実行委員会は10月7日午後に記者会見を開き、発言内容を謝罪した上で同日付で奥野を解任、委員長の杉山茂之は引責辞任した。2022年大会については猪股宏光副委員長が委員長代理を務めることとし、プロデューサーは空席とした。
奥野が所属するSPACの芸術総監督である宮城聰は10月6日深夜に「奥野晃士氏の大道芸ワールドカップ講演資料について」と題した動画をYouTubeで公開し、個人の立場からその姿勢を批判した。その後、奥野からSPACに対して「現在予定されているSPACの事業への出演・参加をすべて辞退する」との申し出を受け、SPACは出演予定の舞台から奥野の降板を決定した。
上記のプロデューサー差別発言の謝罪会見の際に、実行委員長から「開催の可否を検討する」という言葉が出たことで開催が一時危ぶまれたが、17日に非公開で実行委員会の全体会議が行われ、実行委員会はボランティアやスポンサーなどに大会継続の意志を確認できたとして開催を正式に決定。会期は予定されていた3日間から1日短縮した2日間となり、奥野が担当する予定だったオープニングパフォーマンスは中止となった。また、関連企画でも中止報道に伴い告知や準備が滞ったため中止となったものがある。
一方、出演者の一部からは出演者への説明と対応が不十分ということで、出演を予定していた山本光洋、ダメじゃん小出などは不参加を表明。静岡市出身のディアボロパフォーマーの渡邊翼は、10月26日に静岡市と実行委員会に説明会の開催と公式サイトやSNSでの問題の経緯と再発防止の対策の公表を求める要望書を600人あまりの署名と共に提出した。これを受けて実行委員会は同日夜、公式サイトで経緯や再発防止策を公表。翌日記者会見した渡邊は、大会への出場を決定した。
2022年大会終了後の2022年12月20日、渡邊が要求していた説明会の一環としてパフォーマー、イベント関係者、有識者と大道芸ワールドカップ実行委員会による意見交換会が静岡市内で開かれ、議事録は渡邊により後日公開された。

### 盗撮
2023年11月5日、駿府城公園会場で観客の女子大生のスカートの下にカメラを差し入れた男性を同行者が発見、警備員に連絡。男性は現行犯逮捕された。

## 受賞者

### ワールドカップ部門
| 回 | 開催年・期間              | チャンピオン                               | ビジュアルインパクト賞                  | オリジナリティ賞                            | エンターテイメント賞                    | 好感度賞                                              |
| -- | ------------------------- | ------------------------------------------ | --------------------------------------- | ------------------------------------------- | --------------------------------------- | ----------------------------------------------------- |
| 1  | 1992年 10月31日 - 11月3日 | 雪竹太郎 人間美術館（パントマイム）        | テリー・プレス バルーンパントマイム     | クレイジー・イディオット キャラクターマイム | フライング・ダッチマン ジャグリング     | ダンカン・トリロ マジック                             |
| 2  | 1993年 10月3日 - 7日      | フライング・ダッチマン ジャグリング        | スタルカー スティルト                   | スコット·ザ·マジシャン マジック             | ボバリーノ·グラベティーニ ジャグリング  | デビット・ラムゼイ ジャグリング・コメディ・マジック   |
| 3  | 1994年 11月3日 - 6日      | スタルカー スティルト                      | ダブル・トラブル ジャグリング           | ホース・ストラート スティルト               | スコット·ザ·マジシャン マジック         | ザッツ・アメイジング・ガイ ジャグリング・パントマイム |
| 4  | 1995年 11月2日 - 5日      | スケート・ネーキッド コメディアクロバット  | ホース・ストラート スティルト           | トニー・ダンカン ジャグリング               | パウロ&ダニエラ マジック                | ザッツ·アメイジング·ガイ ジャグリング・パントマイム   |
| 5  | 1996年 11月1日 - 4日      | パウロ&ダニエラ 大がかりなステージマジック | マイケル・コーエン ヴォードビルサーカス | ペッパー バランス                           | ジャスティン・ケース 自転車             | トニー・ダンカン ジャグリング                         |
| 6  | 1997年 10月31日 - 11月3日 | 張雪&張梅 双子姉妹による中国雑伎           | ゼブラ·ステルゼン·シアター スティルト   | マイケル・コーエン ヴォードビルサーカス     | レイ・ワールド ファイヤーパフォーマンス | マイケル・ロロフ&カンパニー ジャグリング・バランス    |
| 7  | 1998年 10月31日 - 11月4日 | パントマンガ コンビのコミカルパントマイム  | ゼブラ·ステルゼン·シアター スティルト   | ウーリック コメディ                         | リエンドレ・リベラ コメディ             | トリオ・サリレス アクロバット                         |

| 回 | 開催年・期間              | チャンピオン（金賞）                            | 銀賞                                           | 銅賞                                               | 実行委員会特別賞                                  |
| -- | ------------------------- | ----------------------------------------------- | ---------------------------------------------- | -------------------------------------------------- | ------------------------------------------------- |
| 8  | 1999年 11月3日 - 7日      | サンキュー手塚 コミカルパントマイム             | ストレンジフルート 空中人形劇                  | サルゲイリー 正統派マジック                        | リエンドレ・リベラ&クレールデュクル コメディ      |
| 9  | 2000年 11月2日 - 5日      | リブラ 男性二名のアクロバット                   | ストレンジフルート 空中人形劇                  | サルゲイリー 正統派マジック                        | ロマノ・カーララ マイム&ジャグリング              |
| 10 | 2001年 11月1日 - 4日      | ダン・メネンデス ジャグリングでキーボードを弾く | ロマノ・カーララ マイム&ジャグリング           | クローム クラウン                                  | レレファンヴェール ストリートサウンドシアター     |
| 11 | 2002年 11月1日 - 4日      | ポパイ 男性二名の筋肉芸                         | デュオ・フルハウス コメディジャグリング        | サブリミット アクロバット                          | ニルス パントマイム                               |
| 12 | 2003年 10月31日 - 11月3日 | ルディ&クリスティ コミカル&アクロバット         | サブリミット アクロバット                      | ロマノ・カーララ マイム&ジャグリング               | -                                                 |
| 13 | 2004年 11月3日 - 7日      | シャルコフブラザーズ 男性二名のアクロバット     | レザクロスティッシュ トリオアクロバット        | アラン・シュルツ バウンスボールジャグリング        | アンドレイ&ナターリア 綱渡り&玉乗り               |
| 14 | 2005年 11月3日 - 6日      | トリオ・チャーサール シーソーアクロバット       | ユンゲ・ユンゲ! &デルーマー コメディ・マジック | マイク・マイケル マジック・メカニカルマイム        | クラウディウス・シュペヒト ジャグリング           |
| 15 | 2006年 11月2日 - 5日      | アラン・シュルツ バウンスボールジャグリング     | ニーニョ・コストリーニ クラウン&ジャグリング   | カナコフ ロシアンバー                              | -                                                 |
| 16 | 2007年 11月1日 - 4日      | ニーニョ・コストリーニ クラウン&ジャグリング    | エンダックス・マラックス アフリカンサーカス    | ロカシュコフ・トゥループ 鉄棒アクロバット          | -                                                 |
| 17 | 2008年 10月31日 - 11月3日 | カナコフ ロシアンバー                           | クラウディウス・シュペヒト ジャグリング        | ロカシュコフ・トゥループ 鉄棒アクロバット          | ル・テニス コメディジャグリング                   |
| 18 | 2009年 10月31日 - 11月3日 | プリンセス・エレイン コントーション&クロスボー  | デュオ・ポスペロフ 目隠しエアリアル            | ル・テニス コメディジャグリング                    | ゴールデンタイム シンクロナイズドディアボロ       |
| 19 | 2010年 11月4日 - 7日      | アナスタシーニブラザーズ イカリアンゲーム       | デュオ・ジャック&セルジュ 自転車&トランポリン  | デビッド&ダニア マジック（早変わりイリュージョン） | -                                                 |
| 20 | 2011年 11月3日 - 6日      | デュオ・ストラホフ アクロバット                 | ドルミカーズ ホラーアクロバット                | バレエ・オン・ザ・ショルダー 新バレエアクロバット  | -                                                 |
| 21 | 2012年 11月1日 - 4日      | スケーティング・ピラー ローラーアクロバット     | チリー&フライ アクロバット                     | エロイーズ&ウィリアム チャイニーズポール           | ベロ・ノック クラウン                             |
| 22 | 2013年 11月1日 - 4日      | ベロ・ノック クラウン                           | エロイーズ&ウィリアム チャイニーズポール       | デュオ・ポスペロフ エアリアル                      | マリオ&シャロン ベロウセク ジャグリング           |
| 23 | 2014年 10月31日 - 11月3日 | ロスト・ロコス! オーレ! ミュージック            | ハイドラゴン エアリアル                        | デュオ・ジャック&セルジュ アクロバット             | ミスター・ファンタスティック ダンス・パントマイム |
| 24 | 2015年 10月31日 - 11月3日 | ハイドラゴン ミュージック&エアリアル            | サンズカンパニー ティダーボード                | フランソワーズ・ロッシェ ジャグリング              | ラソテッラ アクロバティックサイクル               |
| 25 | 2016年 11月3日 - 11月6日  | リ・ウェイ スラックワイヤー                     | ウィラー・ニコロディ 腹話術                    | コミックトリオ・エクイヴォキー コメディクラウン    | -                                                 |
| 26 | 2017年 11月2日 - 11月5日  | 張海輪・中国雑技王 アクロバット                 | ケロル ヒューマンビートボックス＆ジャグリング  | フライト・オブ・パッション エアリアルストラップ    | チーハン・チャオ ディアボロ                       |
| 27 | 2018年 11月1日 - 11月4日  | ケロル その他                                   | アダム&ベンジャミン アクロバット               | フライト・オブ・パッション エアリアル              | -                                                 |
| 28 | 2019年 11月1日 - 11月4日  | クァトロ・ストンプ その他                       | アダム&ベンジャミン アクロバット               | チャーリー・ケーパー マジック                      | -                                                 |

### ジャパンカップ部門
| 回 | 開催年 | チャンピオン                                          | ビジュアルインパクト賞                  | オリジナリティ賞          | エンターテイメント賞                                      | 好感度賞                                          |
| -- | ------ | ----------------------------------------------------- | --------------------------------------- | ------------------------- | --------------------------------------------------------- | ------------------------------------------------- |
| 1  | 1992年 | 雪竹太郎 人間美術館（パントマイム）                   | -                                       | -                         | -                                                         | -                                                 |
| 2  | 1993年 | デビット・ラムゼイ ジャグリング・コメディ・マジック   | マイケル・コーエン ヴォードビルサーカス | ギリヤーク尼ヶ崎 街頭舞踊 | ブライアン・ホルス コメディ・ジャグリング                 | デビット・クレイパッチ ジャグリング・パントマイム |
| 3  | 1994年 | ザッツ・アメイジング・ガイ ジャグリング・パントマイム | マイケル・コーエン ヴォードビルサーカス | ギリヤーク尼ヶ崎 街頭舞踊 | ブライアン・ホルス コメディ・ジャグリング                 | ブルーノ・デスカベス パペット（バイオリン）       |
| 4  | 1995年 | マイケル・コーエン ヴォードビルサーカス               | ミス・テイク パペットダンス             | ギリヤーク尼ヶ崎 街頭舞踊 | ブルーノ・デスカベス パペット（バイオリン）               | グレハム・バーマン ジャグリング・バランス         |
| 5  | 1996年 | デビット・ラムゼイ ジャグリング・コメディ・マジック   | シリウス アクロバット                   | ギリヤーク尼ヶ崎 街頭舞踊 | バート（バート・ヴァン・ディック） ジャグリング（綱渡り） | グレハム・バーマン ジャグリング・バランス         |

| 回 | 開催年 | チャンピオン（金賞）                      | 銀賞                                           | 銅賞                                           |
| -- | ------ | ----------------------------------------- | ---------------------------------------------- | ---------------------------------------------- |
| 6  | 1997年 | パントマンガ コンビのコミカルパントマイム | ダンディーGO ジャグリング                      | サンキュー手塚 コミカルパントマイム            |
| 7  | 1998年 | サンキュー手塚 コミカルパントマイム       | 三雲いおり ジャグリング (コメディジャグリング) | つぶつぶオレンジ ジャグリング                  |
| 8  | 1999年 | シリウス アクロバット                     | Mr.アパッチ BMXアクロバット・ジャグリング      | 三雲いおり ジャグリング (コメディジャグリング) |
| 9  | 2000年 | Mr.アパッチ BMXアクロバット・ジャグリング | 三雲いおり ジャグリング (コメディジャグリング) | ダンディーGO ジャグリング                      |
| 10 | 2001年 | サブリミット アクロバット                 | つぶつぶオレンジ ジャグリング                  | ダンディーGO ジャグリング                      |

### その他の賞
| 回 | 開催年 | 敢闘賞                                    | 出身国 | 分野           |
| -- | ------ | ----------------------------------------- | ------ | -------------- |
| 8  | 1999年 | ポンタ・ザ・クラウン・コメディー・ショー! | 日本   | イリュージョン |